# We Will Rock You
Den här artikeln handlar om låten och singeln We Will Rock You. För musikalen, se We Will Rock You (musikal).
We Will Rock You är en sång av Queen, skriven av bandets gitarrist Brian May 1977. Den 7 oktober 1977 kom den ut på singel som B-sida med We Are the Champions på A-sidan. We Will Rock You spelas ofta vid sportevenemang. Låten är inledningsspår på Queens album News of the World från 1977. Då låten framförs live, följs den oftast av We Are the Champions. Stampeffekterna vid inspelningen av We Will Rock You gjordes i en gammal kyrkobyggnad där trägolvet användes för att få fram ljudet.
År 2000 släppte gruppen Five en cover på låten. Även Brian May och Roger Taylor medverkar. Denna version, som går under namnet Five + Queen, erövrade förstaplasten på UK Singles Chart.

## Listplaceringar
| Lista (1977) | Topplacering |
| ------------ | ------------ |
| Frankrike    | 10           |
| Schweiz      | 49           |

## Övrigt
- Basketklubben Detroit Pistons använde sången som kampsång i slutet av 1980-talet och början av 1990-talet, en tid då laget var kända för "ruffigt spel". Än i dag (2006) brukar låten spelas på deras matcher.

### Fotnoter
1. ↑  ”Five And Queen – "We Will Rock You"”. Chart Archive. Arkiverad från originalet den 25 december 2015. https://web.archive.org/web/20151225104255/http://chartarchive.org/a/five+and+queen. Läst 24 december 2015.
2. ↑  ”Listplacering”. http://lescharts.com/showitem.asp?interpret=Queen&titel=We+Will+Rock+You&cat=s. Läst 24 maj 2011.
3. ↑  ”Listplacering”. http://hitparade.ch/showitem.asp?interpret=Queen&titel=We+Will+Rock+You&cat=s. Läst 24 maj 2011.